# Siphocampylus comosus
Siphocampylus comosus är en klockväxtart som beskrevs av George Don jr. Siphocampylus comosus ingår i släktet Siphocampylus och familjen klockväxter. Inga underarter finns listade i Catalogue of Life.